# Eleanor H. Porter
Eleanor Emily Hodgman Porter (19 tháng 12 năm 1868 - ngày 21 tháng 5 năm 1920) là một tiểu thuyết gia người Mỹ.
Bà có tên khai sinh là Eleanor Emily Hodgman ở Littleton, New Hampshire vào ngày 19 tháng 12 năm 1868, con gái của Llewella France (nhũ danh Woolson) và Francis Fletcher Hodgman. Bà đã được đào tạo làm ca sĩ, theo học Nhạc viện New England trong nhiều năm. Năm 1892, cô kết hôn với John Lyman Porter và chuyển tới Massachusetts, sau đó cô bắt đầu viết và xuất bản truyện ngắn của mình và các tiểu thuyết sau này.

## Tác phẩm
Porter chủ yếu sáng tác văn học thiếu nhi, truyện phiêu lưu và truyện hư cấu lãng mạn. Tiểu thuyết nổi tiếng nhất của bà là Pollyanna (1913), các loạt sequel tiếp theo, Pollyanna Grows Up (1915).
Các tiểu thuyết dành cho người lớn của bà gồm  The Turn of the Tide (1908), The Road to Understanding (1917), Oh Money! Money! (1918), Dawn (1919), Keith's Dark Tower (1919), Mary Marie (1920), and Sister Sue (1921); her short story collections include Across the Years (c. 1923), Money, Love and Kate (1923), Little Pardner (1926).
Porter đã giành được nhiều thành công thương mại: năm 1913, Pollyanna xếp hạng tám trong danh mục sách bán chạy nhất nước Mỹ, xếp hạng nhì năm 1914, và hạng bốn năm 1915 (nó có 47 lần xuất bản giữa năm 1915 và 1920); năm 1916, Just David xếp hạng ba; năm 1917, The Road to Understanding xếp hạng bốn; năm 1918, Oh Money! Money! xếp hạng năm.